# 大相撲令和4年1月場所
大相撲令和4年1月場所（おおずもうれいわよねん1がつばしょ）は、2022年（令和年）1月9日から1月23日までの15日間、東京都墨田区の国技館（両国国技館）で開催された大相撲本場所である。

## 概要
1月場所に関する時系列
2021年
- 12月24日 - 番付発表

2022年
- 1月4日 - 田子ノ浦親方、田子ノ浦部屋所属の幕下以下力士2人、床山1人の計4人に新型コロナウイルス感染が確認されたことが発表され、濃厚接触の恐れがあるため力士14人全員の休場が発表された[2]。
- 1月9日 
  - 錦戸部屋で部屋関係者が新型コロナウイルスに感染したことにより、師匠の錦戸と力士4人が全休[3]。
  - 角界における新型コロナウイルス感染拡大を受け、八角理事長が初日の協会挨拶で「このたびは場所前、相撲部屋において複数の感染者が判明し、ご心配をおかけしましたことをおわび申し上げます」と謝罪した[4]。
- 1月12日 - 東大関・貴景勝が休場。
- 1月13日 - 西十両11枚目・千代ノ皇が休場。
- 1月20日 - 西前頭17枚目・魁聖が休場。

## 番付・星取表

### 幕内
| 東方                               | 東方       | 東方     | 番付   | 西方     | 西方      | 西方            |
| 備考                               | 成績       | 力士名   | 番付   | 力士名   | 成績      | 備考            |
| ---------------------------------- | ---------- | -------- | ------ | -------- | --------- | --------------- |
|                                    | 11勝4敗    | 照ノ富士 | 横綱   |          |           |                 |
|                                    | 1勝3敗11休 | 貴景勝   | 大関   | 正代     | 6勝9敗    |                 |
| 幕内最高優勝 技能賞 場所後大関昇進 | 13勝2敗    | 御嶽海   | 関脇   | 隆の勝   | 7勝8敗    | 再関脇          |
|                                    | 5勝10敗    | 明生     | 小結   | 大栄翔   | 7勝8敗    | 再小結          |
|                                    | 9勝6敗     | 若隆景   | 前頭1  | 霧馬山   | 6勝9敗    |                 |
|                                    | 8勝7敗     | 宇良     | 前頭2  | 逸ノ城   | 8勝7敗    |                 |
|                                    | 8勝7敗     | 玉鷲     | 前頭3  | 遠藤     | 7勝8敗    |                 |
|                                    | 4勝11敗    | 隠岐の海 | 前頭4  | 北勝富士 | 6勝9敗    |                 |
|                                    | 10勝5敗    | 阿武咲   | 前頭5  | 千代翔馬 | 4勝11敗   |                 |
|                                    | 11勝4敗    | 豊昇龍   | 前頭6  | 阿炎     | 12勝3敗   | 優勝次点 殊勲賞 |
|                                    | 全休       | 髙安     | 前頭7  | 宝富士   | 9勝6敗    |                 |
|                                    | 全休       | 英乃海   | 前頭8  | 翔猿     | 6勝9敗    |                 |
|                                    | 4勝11敗    | 千代の国 | 前頭9  | 志摩ノ海 | 5勝6敗4休 |                 |
|                                    | 5勝8敗2休  | 妙義龍   | 前頭10 | 天空海   | 4勝11敗   |                 |
|                                    | 8勝7敗     | 佐田の海 | 前頭11 | 照強     | 7勝8敗    |                 |
|                                    | 11勝4敗    | 石浦     | 前頭12 | 千代大龍 | 7勝8敗    |                 |
|                                    | 7勝8敗     | 千代丸   | 前頭13 | 豊山     | 6勝9敗    |                 |
| 敢闘賞                             | 11勝4敗    | 琴ノ若   | 前頭14 | 一山本   | 5勝10敗   | 再入幕          |
| 新入幕                             | 9勝6敗     | 若元春   | 前頭15 | 栃ノ心   | 7勝8敗    |                 |
|                                    | 8勝7敗     | 碧山     | 前頭16 | 剣翔     | 6勝9敗    | 再入幕          |
|                                    | 8勝7敗     | 琴恵光   | 前頭17 | 魁聖     | 5勝7敗3休 |                 |
| 新入幕                             | 7勝8敗     | 王鵬     | 前頭18 |          |           |                 |

### 十両
| 東方   | 東方       | 東方   | 番付   | 西方     | 西方       | 西方     |
| 備考   | 成績       | 力士名 | 番付   | 力士名   | 成績       | 備考     |
| ------ | ---------- | ------ | ------ | -------- | ---------- | -------- |
|        | 8勝7敗     | 輝     | 十両1  | 武将山   | 2勝13敗    |          |
|        | 9勝6敗     | 錦木   | 十両2  | 琴勝峰   | 11勝4敗    |          |
|        | 7勝8敗     | 大奄美 | 十両3  | 松鳳山   | 6勝9敗     |          |
|        | 全休       | 朝乃山 | 十両4  | 荒篤山   | 10勝5敗    |          |
|        | 8勝7敗     | 魁勝   | 十両5  | 東龍     | 9勝6敗     |          |
|        | 9勝6敗     | 朝乃若 | 十両6  | 大翔丸   | 6勝9敗     |          |
|        | 0勝1敗14休 | 水戸龍 | 十両7  | 大翔鵬   | 6勝9敗     |          |
|        | 10勝5敗    | 東白龍 | 十両8  | 翠富士   | 9勝6敗     |          |
|        | 10勝5敗    | 錦富士 | 十両9  | 美ノ海   | 6勝9敗     |          |
|        | 9勝6敗     | 德勝龍 | 十両10 | 炎鵬     | 6勝9敗     |          |
|        | 6勝9敗     | 白鷹山 | 十両11 | 千代ノ皇 | 0勝5敗10休 |          |
| 新十両 | 全休       | 紫雷   | 十両12 | 北の若   | 8勝7敗     | 新十両   |
| 新十両 | 6勝9敗     | 琴裕将 | 十両13 | 千代嵐   | 6勝9敗     | 再十両   |
|        | 8勝7敗     | 平戸海 | 十両14 | 矢後     | 11勝4敗    | 優勝同点 |

※ 赤文字は優勝力士の成績。

## 優勝争い
関脇・御嶽海が初日から9連勝。3連覇を目指す照ノ富士は初日から5連勝するも6日目に玉鷲に敗れ、1敗に後退した。
9日目を終えて、全勝・御嶽海を1敗で照ノ富士、2敗で玉鷲、阿武咲、阿炎、宝富士、琴ノ若、琴恵光の6人の平幕力士が追う展開となった。
10日目に御嶽海は北勝富士に敗れ、1敗に後退。
12日目には御嶽海は阿武咲に敗れ、2敗に後退するも、結びの一番で照ノ富士が明生に敗れ、2敗に後退。この時点で2敗に照ノ富士・御嶽海・阿炎、3敗で琴ノ若が追う展開となった。
13日目には御嶽海・阿炎の2敗同士の一番が組まれ、御嶽海が快勝。
14日目には、琴ノ若は関脇・隆の勝に勝利し、3敗をキープ。御嶽海も宝富士に勝利し、2敗をキープした。結びの一番となった照ノ富士と阿炎の取り組みは阿炎の猛攻の前に照ノ富士は破れ、3敗に後退。これにより、2敗の御嶽海が単独トップに立ち、それを3敗で照ノ富士、阿炎、琴ノ若が追う展開となった。
千秋楽、阿炎と琴ノ若の3敗同士の取り組みは、激戦の末、阿炎が引き落としで勝利。結びの一番の結果次第では優勝決定巴戦も想定されたが、御嶽海が寄り切りで照ノ富士を破り、本割で優勝を決めた。

## 備考
- 照ノ富士は令和3年9月場所13日目から続く連勝を6日目に玉鷲に敗れるまで、23まで伸ばした。
- 御嶽海は、令和3年9月場所で9勝、11月場所で11勝をあげており、今場所の13勝2敗の成績で、3場所合計33勝を達成した。場所後に臨時理事会と番付編成会議が開かれ、満場一致で大関昇進を決めた。
- 三賞は、殊勲賞は14日目に照ノ富士を破る活躍を見せた阿炎が初受賞。敢闘賞は、千秋楽まで優勝争いに加わった琴ノ若が自身2度目の受賞。技能賞は、御嶽海が受賞した。
- 大関陣は貴景勝は4日目から休場。正代は13日目に負け越し、2人の大関が来場所カド番で迎えることとなった。
- 十両は、琴勝峰、東白龍、矢後が千秋楽まで優勝を争った。千秋楽、4敗の東白龍は白鷹山に敗れ、優勝争いから脱落。3敗で並ぶ琴勝峰、矢後が両者本割で敗れ、11勝4敗同士の優勝決定戦となった。決定戦は琴勝峰が寄り切りで矢後を下し、自身2度目の十両優勝を決めた。